# Bulbophyllum grandiflorum
Bulbophyllum grandiflorum es una especie de orquídea epifita originaria de Asia. 

## Descripción
Es una  orquídea de pequeño tamaño, de crecimiento cálido con hábitos de epífita  de flores grandes que se producen en una inflorescencia basal, erguida a  arqueada de 25 cm de largo, con flores individuales, inflorescencia verde  que es más larga que las hojas y se producen en el otoño.

## Distribución y hábitat
Se encuentra en Sumatra, Sulawesi, las Molucas y Nueva Guinea a altitudes de 100 y 800 metros en los bosques tropicales primarios en los troncos de los más bajos.

## Taxonomía
Bulbophyllum gracillimum fue descrita por  Carl Ludwig Blume  y publicado en Rumphia 4: 42. 1849.
Etimología
Bulbophyllum: nombre genérico que se refiere a la forma de las hojas que es bulbosa.
grandiflorum: epíteto latino que significa "con flores grandes".
Sinonimia
- Bulbophyllum burfordiense Hook.f.
- Bulbophyllum cominsii Rolfe
- Ephippium grandiflorum Blume
- Hyalosema cominsii (Rolfe) Rolfe
- Hyalosema grandiflorum (Blume) Rolfe
- Phyllorchis grandiflora (Griff.) Kuntze
- Phyllorkis grandiflora (Blume) Kuntze
- Sarcopodium grandiflorum (Blume) Lindl.[3][4]